# Liana Liberato
Liana Daine Liberato (Galveston (Texas), 20 d'agost de 1995) és una actriu estatunidenca. Va interpretar la protagonista durant la joventut a la pel·lícula The Best of Me i va formar part del repartiment a les pel·lícules de 2010, Confia en mi i The Last Sin Eater i de 2012, The Expatriate. El 2018, va començar a interpretar McKenna Brady a la sèrie de thriller de Hulu Light as a Feather.

## Infantesa
Liberato va néixer a Galveston (Texas) i és filla de George i Rhondelle Liberato. Té orígens txecs, anglesos, francesos, irlandesos, i una trenta-dosena part d'italiana.

## Carrera
El 2005, Liberato va fer el seu debut a la sèrie televisiva Cold Case i ha aparegut a Sons of Anarchy i a CSI: Miami. També va aparèixer en un vídeo musical de la cançó de Miley Cyrus, 7 Things. L'any següent va aparèixer a la quarta temporada de House, i al número de juny delThe New York Times Magazine. El 2007 Liberato va obtenir el paper de protagonista a la pel·lícula d'aventures de 20th Century Fox The Last Sin Eater.
El 2010 Liberato va protagonitzar la pel·lícula Confia en mi. La seva actuació, elogiada per Roger Ebert en la seva crítica de la pel·lícula, va fer-li guanyar el Premi Hugo de Plata a Millor Actiu al 46è Festival internacional de cinema de Chicago. El juny va aparèixer a la pel·lícula Sota amenaça. Va interpretar Kim a If I stay i la protagonista durant els anys de joventut a la pel·lícula de 2014 The Best of Me. El 2014, Liberato va ser considerada una de les millors actrius de menys de 20 anys per IndieWire.

## Filmografia

### Cinema
| Any  | Títol              | Paper                    | Notes        |
| ---- | ------------------ | ------------------------ | ------------ |
| 2007 | The Last Sin Eater | Cadi Forbes              |              |
| 2007 | Safe Harbour       | Philippa "Pip" MacKenzie |              |
| 2010 | Confia en mi       | Annie Cameron            |              |
| 2011 | Sota amenaça       | Avery Miller             |              |
| 2012 | Erased             | Amy Logan                |              |
| 2012 | Stuck in Love      | Kate                     |              |
| 2013 | Jake Squared       | Joanne (jove)            |              |
| 2013 | Free Ride          | MJ                       |              |
| 2013 | Haunt              | Samantha Richards        |              |
| 2014 | If I Stay          | Kim Schein               |              |
| 2014 | The Best of Me     | Amanda Collier (jove)    |              |
| 2016 | Dear Eleanor       | Ellie Potter             |              |
| 2017 | Novitiate          | Germana Emily            |              |
| 2017 | To the Bone        | Kelly                    |              |
| 2017 | 1 Mile to You      | Henny                    |              |
| 2017 | Isabel             | Isabel                   | Curtmetratge |
| 2017 | Nobody Knows       | Cheyenne Bridell         | Curtmetratge |
| 2018 | Measure of a Man   | Michelle Marks           |              |
| 2018 | Banana Split       | Clara                    |              |
| 2019 | To the Stars       | Maggie Richmond          |              |

### Televisió
| Any          | Títol              | Paper                        | Notes                           |
| ------------ | ------------------ | ---------------------------- | ------------------------------- |
| 2005         | The Inside         | Dina Presley                 | Episodi: "Little Girl Lost"     |
| 2005         | Cold Case          | Charlotte Jones el 1963      | Episodi: "Strange Fruit"        |
| 2005         | CSI: Miami         | Amy Manning                  | Episodi: "Recoil"               |
| 2008         | House              | Jane                         | Episodi: "It's a Wonderful Lie" |
| 2008–09      | Sons of Anarchy    | Tristen Oswald               | Episodis: "Fun Town", "Gilead"  |
| 2012         | Paradise Drive     | Liana                        | Episodi: "Our Own Daisy Duke"   |
| 2018–present | Light as a Feather | McKenna Brady/Jennifer Brady | Paper principal                 |

### Vídeos musicals
| Any  | Títol             | Artista              |
| ---- | ----------------- | -------------------- |
| 2008 | "7 Things"        | Miley Cyrus          |
| 2011 | "Maybe"           | Nat & Alex Wolff     |
| 2018 | "Stranger Things" | Kygo ft. OneRepublic |

## Premis i nominacions
| Any  | Guardó                                  | Categoria                                                        | Treball            | Resultat  | Referències |
| ---- | --------------------------------------- | ---------------------------------------------------------------- | ------------------ | --------- | ----------- |
| 2011 | Premi Hugo de Plata                     | Millor actriu                                                    | Confia en mi       | Guanyador | [ 6 ]       |
| 2011 | Chicago Film Critics Association Awards | Artista més prometedor                                           | Confia en mi       | Nominat   | [ 11 ]      |
| 2011 | Women Film Critics Circle               | Millor actriu jove                                               | Confia en mi       | Nominat   | [ 12 ]      |
| 2019 | Daytime Emmy Awards                     | Millor actriu protagonista en una sèrie dramàtica digital de dia | Light as a Feather | Nominat   | [ 13 ]      |